# Süan-ti (Chan)
Süan-ti (čínsky pchin-jinem Xuān, znaky 宣帝; 91 př. n. l. – 49 př. n. l.), vlastním jménem Liou Ping-i (čínsky pchin-jinem Liú Bìngyǐ, znaky zjednodušené 刘病已, tradiční 劉病已), později Liou Sün (čínsky pchin-jinem Liú Xún, znaky zjednodušené 刘询, tradiční 劉詢), posmrtným jménem Siao-süan chuang-ti (čínsky pchin-jinem Xiàoxuān huángdì, znaky 孝宣皇帝 byl devátý císař dynastie Chan, vládnoucí v letech 74–49 př. n. l.

## Život
Süan-ti se narodil roku 91 př. n. l. a dostal jméno Liou Ping-i, byl synem Liou Ťina, syna Liou Ťüa, nejstaršího syna a korunního prince za vlády chanského císaře Wu-tiho. Téhož roku 91 př. n. l. byl korunní princ Liou Ťü obviněn z čarodějnictví a po neúspěšném pokusu o ozbrojený odpor spáchal sebevraždu, zahynula i jeho rodina včetně Liou Ping-iho rodičů. Malý Liou Ping-i skončil ve vězení, kde se ho ujal cenzor Ping Ťi (丙吉). Později Liou Ping-i žil u příbuzných své babičky (manželky Liou Ťüa). Po několika letech se o chlapci dozvěděl nový císař Čao-ti (vládl 87–74 př. n. l.), který jeho výchovu a vzdělání svěřil eunuchovi Čang Cheovi (張賀), dříve sloužícímu Liou Ťüovi. Liou Ping-i byl inteligentní a chápavý žák, vyvinul si silný smysl pro sociální spravedlnost. V
Po smrti bezdětného císaře Čao-tiho regent Chuo Kuang vybral za nového panovníka Liou Chea, vnuka císaře Wu-tiho, ale po 27 dnech vlády ho se souhlasem nejvyšších úředníků sesadil kvůli nepřiměřenému chování. Poté za císaře vybral Liou Ping-iho (přejmenovaného na Liou Süna, protože znaky císařova jména nebylo možno používat v psaných textech a 病 (ping) a 已 (i) byly časté znaky).
Mladý císař jmenoval císařovnou svou manželku Sü Pching-ťün, dceru drobného úředníka, která mu již dala syna, namísto navrhované dcery Chuo Kuanga. Ta však císařovnu Sü roku 71 př. n. l. otrávila a sama se stala císařovnou. Roku 68 př. n. l., po úmrtí Chuo Kuanga, císař převzal vládu a o dva roky později se zbavil celého Chuo Kuangova rodu, přičemž císařovna Chu spáchala sebevraždu.
Vládl umírněně, v duchu konfuciánského učení. Zmírnil tresty, snížením daní povzbudil ekonomiku země. Byl úspěšný v zahraniční politice, zabezpečil Západní kraj (Tarim) a Siungnuové uznali závislost na chanské říši.
Zemřel roku 49 př. n. l., nastoupil po něm jeho nejstarší syn Liou Š’ (císař Jüan-ti).